# Formazioni di 1. Bundesliga tedesca di pallavolo femminile 2012-2013
Formazioni delle squadre di pallavolo partecipanti alla stagione 2012-2013 del campionato di 1. Bundesliga tedesca.

## Turnverein Fischbek von 1921
| N° | Nome                 | Ruolo | Data di nascita   | Nazionalità sportiva |
| -- | -------------------- | ----- | ----------------- | -------------------- |
| -  | Jean-Pierre Staelens | All   | -                 | Belgio               |
| 2  | Mareike Hindriksen   | P     | 14 novembre 1987  | Germania             |
| 3  | Eva Michalski        | C     | 15 dicembre 1989  | Germania             |
| 4  | Sarah Ammerman       | S     | 7 ottobre 1987    | Stati Uniti          |
| 5  | Els Vandesteene      | S     | 30 maggio 1987    | Belgio               |
| 7  | Paulina Bryś         | S/O   | 9 marzo 1984      | Polonia              |
| 8  | Vendula Měrková      | S/O   | 3 marzo 1988      | Rep. Ceca            |
| 9  | Julia Hero           | S     | 20 ottobre 1991   | Germania             |
| 10 | Julie Jášová         | L     | 14 settembre 1987 | Rep. Ceca            |
| 12 | Femke Stoltenborg    | P     | 30 luglio 1991    | Paesi Bassi          |
| 13 | Imke Wedekind        | C     | 23 giugno 1984    | Germania             |
| 15 | Ciara Michel         | C     | 2 luglio 1985     | Regno Unito          |
| 16 | Saskia Radzuweit     | L     | 12 maggio 1991    | Germania             |

## Aachener Turn- und Sportverein Alemannia 1900
| N° | Nome               | Ruolo | Data di nascita  | Nazionalità sportiva |
| -- | ------------------ | ----- | ---------------- | -------------------- |
| -  | Stefan Falter      | All   | -                | Germania             |
| 1  | Angelina Bland     | C     | 26 aprile 1984   | Belgio               |
| 2  | Lucy Wicks         | P     | 20 marzo 1982    | Regno Unito          |
| 3  | Karen Lißon        | P     | 9 luglio 1991    | Germania             |
| 4  | Anke Borowikow     | C     | 13 dicembre 1986 | Germania             |
| 5  | Karine Muijlwijk   | S/O   | 16 febbraio 1988 | Paesi Bassi          |
| 9  | Kimika Rozier      | C     | 12 maggio 1989   | Stati Uniti          |
| 11 | Paulina Biranowska | L     | 6 agosto 1985    | Polonia              |
| 13 | Karolína Bednářová | S     | 20 luglio 1986   | Rep. Ceca            |
| 14 | Barbara Dégi       | S/O   | 29 novembre 1983 | Ungheria             |
| 15 | Nikolina Kovačić   | S     | 30 aprile 1986   | Croazia              |
| 17 | Laura Weihenmaier  | S/O   | 4 aprile 1991    | Germania             |

## Köpenicker Sport Club
| N° | Nome               | Ruolo | Data di nascita  | Nazionalità sportiva |
| -- | ------------------ | ----- | ---------------- | -------------------- |
| -  | Gil Ferrer Cutiño  | All   | -                | Cuba                 |
| 1  | Janie Guimond      | L     | 11 aprile 1984   | Canada               |
| 2  | Ilona Dröger       | S     | 11 novembre 1979 | Polonia              |
| 3  | Maja Burazer       | S/O   | 20 maggio 1988   | Croazia              |
| 4  | Patricia Grohmann  | S     | 27 gennaio 1990  | Germania             |
| 5  | Juliane Pohle      | C     | 30 dicembre 1991 | Germania             |
| 6  | Brittney Brimmage  | C     | 5 maggio 1990    | Stati Uniti          |
| 7  | Jessica Göpner     | L     | 11 dicembre 1990 | Germania             |
| 8  | Veronik Skorupka   | S     | 25 agosto 1988   | Polonia              |
| 9  | Barbora Forgáchová | S     | 28 luglio 1988   | Slovacchia           |
| 10 | Alicja Leszczyńska | P     | 18 giugno 1988   | Polonia              |
| 11 | Rebecca Pavan      | C     | 17 aprile 1990   | Canada               |
| 13 | Nayara Felix       | S     | 23 maggio 1991   | Brasile              |
| 14 | Barbara Garcia     | C     | 5 settembre 1990 | Brasile              |
| 16 | Lucie Smutná       | P     | 14 aprile 1991   | Rep. Ceca            |
| 17 | Pia Riedel         | S     | 9 settembre 1990 | Germania             |

## VC Olympia '93 Berlin
| N° | Nome              | Ruolo | Data di nascita   | Nazionalità sportiva |
| -- | ----------------- | ----- | ----------------- | -------------------- |
| -  | Han Abbing        | All   | -                 | Germania             |
| 1  | Carina Aulenbrock | S/O   | 22 settembre 1994 | Germania             |
| 2  | Yanina Weiland    | S     | 11 maggio 1994    | Germania             |
| 3  | Sandra Ittlinger  | S     | 24 giugno 1994    | Germania             |
| 4  | Hannah Klemm      | P     | 4 novembre 1993   | Germania             |
| 5  | Nadja Glenzke     | C     | 25 agosto 1995    | Germania             |
| 6  | Jennifer Geerties | S     | 5 aprile 1993     | Germania             |
| 8  | Nele Barber       | S     | 27 ottobre 1994   | Germania             |
| 10 | Susanne Besa      | S/O   | 29 luglio 1994    | Germania             |
| 12 | Melanie Keil      | C     | 7 maggio 1994     | Germania             |
| 14 | Denise Imoudu     | P     | 15 dicembre 1995  | Germania             |
| 16 | Anika Krebs       | S     | 10 luglio 1993    | Germania             |

## Dresdner Sportclub 1898
| N° | Nome                | Ruolo | Data di nascita  | Nazionalità sportiva |
| -- | ------------------- | ----- | ---------------- | -------------------- |
| -  | Alexander Waibl     | All   | -                | Germania             |
| 1  | Nicole Davis        | L     | 24 aprile 1982   | Stati Uniti          |
| 2  | Mareen Apitz        | P     | 26 marzo 1987    | Germania             |
| 3  | Friederike Thieme   | C     | 16 aprile 1987   | Germania             |
| 4  | Stefanie Karg       | C     | 22 ottobre 1986  | Germania             |
| 5  | Kerstin Tzscherlich | L     | 16 febbraio 1978 | Germania             |
| 6  | Judith Pietersen    | S/O   | 3 luglio 1989    | Paesi Bassi          |
| 7  | Martina Útlá        | S     | 17 luglio 1985   | Rep. Ceca            |
| 8  | Laura Heyrman       | C     | 17 maggio 1993   | Belgio               |
| 9  | Myrthe Schoot       | S     | 29 agosto 1988   | Paesi Bassi          |
| 12 | Juliane Langgemach  | C     | 6 novembre 1994  | Germania             |
| 13 | Lisa Izquierdo      | S     | 29 agosto 1994   | Germania             |
| 14 | Lisa Stock          | L     | 6 giugno 1994    | Germania             |
| 15 | Robin de Kruijf     | C     | 5 maggio 1991    | Paesi Bassi          |
| 16 | Katharina Schwabe   | S     | 29 aprile 1993   | Germania             |
| 17 | Anne Matthes        | S     | 30 aprile 1985   | Germania             |
| 18 | Magdalena Gryka     | P     | 28 marzo 1994    | Germania             |

## Unabhängiger Sportclub Münster
| N° | Nome               | Ruolo | Data di nascita   | Nazionalità sportiva |
| -- | ------------------ | ----- | ----------------- | -------------------- |
| -  | Axel Büring        | All   | -                 | Germania             |
| 2  | Hana Čutura        | S     | 10 marzo 1988     | Croazia              |
| 4  | Tess von Piekartz  | P     | 24 luglio 1992    | Paesi Bassi          |
| 5  | Lonneke Slöetjes   | S/O   | 15 novembre 1990  | Paesi Bassi          |
| 6  | Sina Fuchs         | S     | 28 settembre 1992 | Germania             |
| 7  | Sarah Petrausch    | S     | 31 luglio 1990    | Germania             |
| 9  | Alisha Ossowski    | S     | 26 marzo 1995     | Germania             |
| 10 | Ashley Benson      | C     | 20 febbraio 1989  | Stati Uniti          |
| 12 | Laura Dijkema      | P     | 18 febbraio 1990  | Paesi Bassi          |
| 13 | Andrea Berg        | C     | 24 gennaio 1981   | Germania             |
| 14 | Linda Dörendahl    | L     | 20 luglio 1984    | Germania             |
| 16 | Lea Hildebrand     | C     | 29 giugno 1988    | Germania             |
| 17 | Ines Bathen        | S     | 27 agosto 1990    | Germania             |
| 18 | Leonie Schwertmann | C     | 12 febbraio 1994  | Germania             |

## Sportclub Potsdam
| N° | Nome              | Ruolo | Data di nascita   | Nazionalità sportiva |
| -- | ----------------- | ----- | ----------------- | -------------------- |
| -  | Alberto Salomoni  | All   | 16 aprile 1966    | Italia               |
| 1  | Giorgia Atti      | L     | 20 maggio 1993    | Italia               |
| 2  | Kathy Radzuweit   | C     | 2 marzo 1982      | Germania             |
| 3  | Lisa Rühl         | L     | 22 settembre 1989 | Germania             |
| 4  | Nikol Sajdová     | C     | 20 luglio 1988    | Rep. Ceca            |
| 5  | Lucía Fresco      | S/O   | 14 maggio 1991    | Argentina            |
| 7  | Elisa Muri        | P     | 10 giugno 1984    | Italia               |
| 8  | Annika Zülow      | S     | 19 ottobre 1988   | Germania             |
| 9  | Lisa Gründing     | S     | 2 dicembre 1991   | Germania             |
| 10 | Doreen Engel      | P     | 8 febbraio 1982   | Germania             |
| 11 | Nikolina Jelić    | S     | 9 novembre 1991   | Croazia              |
| 12 | Josephine Dörfler | S/O   | 9 giugno 1987     | Germania             |
| 14 | Bernarda Ćutuk    | C     | 22 dicembre 1990  | Croazia              |
| 15 | Caterina Fanzini  | S/O   | 12 agosto 1985    | Italia               |

## Schweriner Sportclub
| N° | Nome               | Ruolo | Data di nascita   | Nazionalità sportiva |
| -- | ------------------ | ----- | ----------------- | -------------------- |
| -  | Teunis Buijs       | All   | -                 | Paesi Bassi          |
| 1  | Lisa Thomsen       | L     | 20 agosto 1985    | Germania             |
| 2  | Tanja Joachim      | P     | 29 ottobre 1992   | Germania             |
| 3  | Quinta Steenbergen | C     | 2 aprile 1985     | Paesi Bassi          |
| 4  | Lucia Hatinova     | C     | 28 febbraio 1984  | Slovacchia           |
| 5  | Lousiane Penha     | S     | 30 luglio 1985    | Brasile              |
| 6  | Lisa Stein         | S     | 12 gennaio 1994   | Germania             |
| 8  | Sthéfanie Paulino  | S/O   | 4 marzo 1993      | Brasile              |
| 9  | Wiebke Offer       | C     | 18 aprile 1992    | Germania             |
| 10 | Denise Hanke       | P     | 31 agosto 1989    | Germania             |
| 11 | Anne Buijs         | S     | 2 dicembre 1991   | Paesi Bassi          |
| 12 | Anja Brandt        | C     | 15 febbraio 1990  | Germania             |
| 13 | Janine Völker      | L     | 19 settembre 1991 | Germania             |

## Volleyball Club Stuttgart
| N° | Nome                   | Ruolo | Data di nascita   | Nazionalità sportiva |
| -- | ---------------------- | ----- | ----------------- | -------------------- |
| -  | Jan Lindenmair         | All   | -                 | Germania             |
| 1  | Silvana Olivera        | S     | 5 agosto 1984     | Argentina            |
| 2  | Pia Weiand             | P     | 24 novembre 1992  | Germania             |
| 3  | Nadja Schaus           | S     | 8 novembre 1984   | Germania             |
| 4  | Deborah van Daelen     | C     | 24 marzo 1989     | Paesi Bassi          |
| 6  | Lena Gschwendtner      | L     | 3 ottobre 1992    | Germania             |
| 7  | Lora Kitipova          | P     | 19 maggio 1991    | Bulgaria             |
| 9  | Franziska Bremer       | C     | 27 giugno 1985    | Germania             |
| 13 | Tatjana Zautys         | S     | 4 maggio 1980     | Germania             |
| 16 | Alessandra Jovy-Heuser | C     | 22 settembre 1991 | Germania             |
| 17 | Svenja Engelhardt      | S     | 20 aprile 1988    | Germania             |
| 18 | Evelyn Lourenço        | L     | 6 febbraio 1981   | Brasile              |

## Verein für Bewegungsspiele 91 Suhl
| N° | Nome               | Ruolo | Data di nascita   | Nazionalità sportiva |
| -- | ------------------ | ----- | ----------------- | -------------------- |
| -  | Felix Koslowski    | All   | -                 | Germania             |
| 1  | Lilly Schmidt      | L     | 18 agosto 1996    | Germania             |
| 3  | Marija Pucarević   | P     | 20 agosto 1990    | Serbia               |
| 4  | Hanna Kalinoŭskaja | C     | 17 maggio 1985    | Bielorussia          |
| 6  | Lauren Bertolacci  | P     | 26 gennaio 1985   | Australia            |
| 7  | Silvia Sperl       | S     | 2 ottobre 1991    | Germania             |
| 9  | Ivana Isailović    | C     | 1º gennaio 1986   | Serbia               |
| 10 | Nikola Nemcová     | S     | 24 aprile 1991    | Slovacchia           |
| 11 | Claudia Steger     | S     | 10 marzo 1990     | Germania             |
| 12 | Kristen Dozier     | S/O   | 1º luglio 1988    | Stati Uniti          |
| 14 | Natalia Cukseeva   | S     | 22 gennaio 1990   | Germania             |
| 15 | Christina Speer    | C     | 29 giugno 1987    | Stati Uniti          |
| 18 | Stefanie Golla     | L     | 18 settembre 1985 | Germania             |

## Rote Raben Vilsbiburg
| N° | Nome                | Ruolo | Data di nascita  | Nazionalità sportiva |
| -- | ------------------- | ----- | ---------------- | -------------------- |
| -  | Guillermo Gallardo  | All   | -                | Argentina            |
| 1  | Cristina Alves      | P     | 30 luglio 1982   | Brasile              |
| 2  | Lenka Dürr          | L     | 10 dicembre 1990 | Germania             |
| 4  | Jana Franziska Poll | S     | 7 maggio 1988    | Germania             |
| 5  | Lena Möllers        | P     | 6 gennaio 1990   | Germania             |
| 6  | Celin Stöhr         | C     | 22 novembre 1993 | Germania             |
| 7  | Renata de Jesus     | C     | 11 dicembre 1984 | Brasile              |
| 8  | Adriana dos Santos  | S     | 24 giugno 1985   | Brasile              |
| 9  | Luise Mauersberger  | S     | 2 luglio 1990    | Germania             |
| 11 | Liana Mesa          | S     | 26 dicembre 1977 | Cuba                 |
| 12 | Anna Pogany         | L     | 21 luglio 1994   | Germania             |
| 14 | Lena Stigrot        | S     | 21 dicembre 1994 | Germania             |
| 16 | Sonja Newcombe      | S     | 7 marzo 1988     | Stati Uniti          |
| 17 | Antonela Curatola   | P     | 23 ottobre 1991  | Argentina            |

## 1. Volleyball-Club Wiesbaden
| N° | Nome                 | Ruolo | Data di nascita  | Nazionalità sportiva |
| -- | -------------------- | ----- | ---------------- | -------------------- |
| -  | Andreas Vollmer      | All   | -                | Germania             |
| 2  | Meredith Schamun     | P     | 14 maggio 1989   | Stati Uniti          |
| 3  | Micheli Tomazela     | C     | 28 marzo 1984    | Brasile              |
| 4  | Tanja Großer         | S     | 27 novembre 1993 | Germania             |
| 5  | Martina Viestová     | P     | 21 maggio 1984   | Slovacchia           |
| 6  | Rebecca Schäperklaus | C     | 2 luglio 1992    | Germania             |
| 7  | Barbara Wezorke      | C     | 12 aprile 1993   | Germania             |
| 8  | Julia Osterloh       | C     | 9 aprile 1986    | Germania             |
| 9  | Heather Meyers       | S/O   | 18 aprile 1989   | Stati Uniti          |
| 10 | Erika de Sousa       | L     | 29 aprile 1981   | Brasile              |
| 11 | Steffi Lehmann       | S     | 17 febbraio 1984 | Germania             |
| 12 | Ksenija Ivanović     | S     | 22 maggio 1986   | Montenegro           |
| 13 | Regina Burchardt     | S     | 1º luglio 1983   | Germania             |
| 14 | Ivana Vanjak         | S     | 30 maggio 1995   | Germania             |
| 15 | Dana Zajac           | L     | 26 ottobre 1994  | Germania             |